# Lauri Sommer

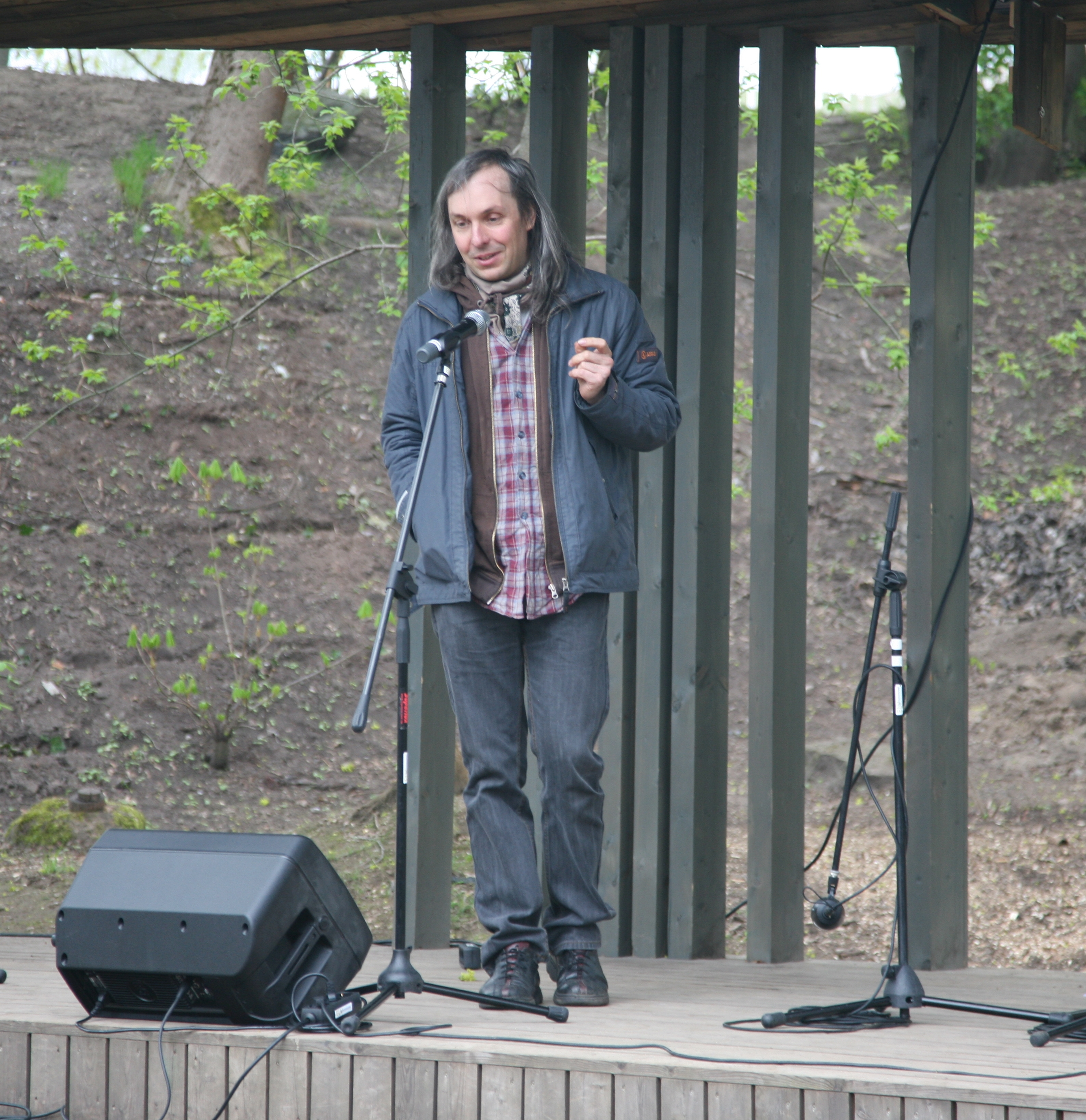

Lauri Sommer (bis 1991 Lauri Soomere, * 2. April 1973 in Jämejala, Gemeinde Viljandi) ist ein estnischer Dichter, Literaturwissenschaftler, Übersetzer und Musiker.

## Leben
Sommer machte 1991 in Viljandi Abitur und studierte danach ein Jahr an der Kulturakademie Viljandi Bibliothekswesen. Nach seinem Wehrdienst (1992/1993) nahm er 1994 ein Studium der estnischen Philologie an der Universität Tartu auf, das er 2003 mit einer Magisterarbeit über Uku Masing abschloss. Heute lebt er als freier Schriftsteller in Räestu und Tartu.
Mit Aare Pilv, Kristiina Ehin, Kalju Kruusa, Mehis Heinsaar und anderen gehörte auch Sommer zu der 1996 ins Leben gerufenen literarischen Gruppierung Erakkond. Er ist seit 1999 Mitglied des Estnischen Schriftstellerverbandes.

## Literarisches Werk
Sommer debütierte 1990 in Zeitungen und beteiligte sich später an den Gemeinschaftspublikationen von Erakkond. Sein erster Gedichtband erschien 1998, dem er im Dreijahresabstand weitere folgen ließ. Seine Dichtung ist deutlich beeinflusst von Uku Masing, was an einer gewissen schamanenhaften Religiosität und magischen Elementen seinen Ausdruck findet. Aber bereits in einer Rezension zu seinem Debütband wurden auch Vergleiche zu anderen estnischen Dichtern wie Ernst Enno, Marie Heiberg, Peep Ilmet oder Jaan Kaplinski angeführt. Später sind in der Kritik sind Vergleiche zu Georg Trakl gezogen worden.
Sommers Prosa spielt in der Regel in Südestland und verwendet stellenweise das Südestnische. Hier sind Parallelen zu Kauksi Ülle feststellbar, die auch als Einfluss gedeutet werden können. In ruhigen Bildern bewegt sich der Autor hier im Grenzbereich von Dokumentarprosa und Memoiren, was bei einem Rezensenten Assoziationen zum deutschen Autor W.G. Sebald hervorrief.
Obwohl eine Eigenheit des Autors ist, dass er konsequent das „y“ verwendet, während in der normalen estnischen Schriftsprache das „ü“ gebraucht wird, sind bei ihm auch konservative Elemente vorhanden. Ein Kritiker konstatierte schlicht: „Er schämt sich nicht altmodisch zu sein.“ Diese Mischung führt dazu, dass sein Werk in zunehmendem Maße gelesen und geschätzt wird, wofür die große Zahl der Literaturpreise und die regelmäßige Rezensierung in den wichtigsten Zeitschriften ein Beweis sind.
Außerdem ist Sommer als Übersetzer von u. a. Richard Brautigan und Matsuo Bashō in Erscheinung getreten.

## Auszeichnungen
- 2005 Artikelpreis des Estnischen Kulturkapitals
- 2005 Gustav-Suits-Preis
- 2011 Preis des Estnischen Kulturkapitals (Freie Kategorie)
- 2012 Bernard-Kangro-Preis
- 2013 Preis des Estnischen Kulturkapitals (Freie Kategorie)
- 2014 Juhan-Liiv-Preis

## Bibliografie
- Laurila ('Lauriland'). [Tartu]: Erakkond 1998.
- Raagraamis poiss ('Der Junge im Zweigrahmen'). Tartu: Veljesto 2001.
- Nõidade õrnus ('Die Zartheit der Zauberer'). Sännä: Tiivaalune 2004.
- K.L. ja N. 2004-2007 ('K.L. und N. 2004-2007'). Räestu: Tiivaalune 2008.
- Kolm yksiklast ('Drei Einsiedler'). Tallinn: Menu 2010. (Rezension in: http://www.estinst.ee/eng/estonian-literary-magazine-eng/article/elm-1-2011/view/gb/)
- Räestu raamat ('Das Räestu-Buch'). Tallinn: Menu Kirjastus 2012. (Rezension in: http://www.estinst.ee/eng/estonian-literary-magazine-eng/article/elm-22012/view/gb/)
- Sealpool sood ('Jenseits des Sumpfes'). Tallinn: Menu 2014. 270 S. . (Rezension in: http://www.estinst.ee/eng/estonian-literary-magazine-eng/article/elm-22014/view/gb/)
- Kunagi. 2008-2015 ('Irgendwann. 2008-2015'). Räestu: Tiivaalune 2015.

## Sekundärliteratur
- Mart Velsker: Sommer on kohal, in: Vikerkaar 9/1998, S. 100–105.
- Mart Velsker: Y eesti kirjanduses, in: Vikerkaar 10/2001, S. 78–86.
- Jan Kaus: Ymir ja Lauri, in: Vikerkaar 1/2002, S. 105–107.
- Jürgen Rooste: Kuidas ma loen Sommerit? in: Looming 4/2002, S. 610–612.
- Sven Vabar: Väike oma saarekene. Usutlus Lauri Sommeriga, in: Looming 5/2004, S. 758–766.
- Jürgen Rooste: Kerge sissejuhatus ühe nõia töövihikusse, in: Vikerkaar 1-2/2005, S. 181–183.
- Priidu Beier: Huku magun, in: Looming 9/2005, S. 1421–1425.
- Lauri Kitsnik: Koha kutse, in Vikerkaar 6/2009, S. 103–106.
- Tõnu Õnnepalu: Esivanemate üksikus, in Vikerkaar 1-2/2011, 178-179.
- Berk Vaher: Esivanemate üksikus, in Vikerkaar 1-2/2011, 179-185.
- Janar Ala: Räestu rä-rä-rä-rägastikud, in: Vikerkaar 10-11/2012, S. 179–181.
- Berk Vaher: Algallikal toidul, in: Vikerkaar 10-11/2014, S. 181–185.
- Janika Kronberg: Jämejala rehabiliteerimine, in Keel ja Kirjandus 2/2015, S. 123–125.